# Caryophyllia arnoldi
Caryophyllia arnoldi is een rifkoralensoort uit de familie Caryophylliidae. De wetenschappelijke naam van de soort is voor het eerst geldig gepubliceerd in 1900 door Thomas Wayland Vaughan.